# Пеньясеррада-Урісаарра
Пеньясеррада-Урісаарра (ісп. Peñacerrada, баск. Urizaharra, офіційна назва Peñacerrada-Urizaharra) — муніципалітет в Іспанії, у складі автономної спільноти Країна Басків, у провінції Алава. Населення — 290 осіб (2009).
Муніципалітет розташований на відстані близько 260 км на північ від Мадрида, 22 км на південь від Віторії.
На території муніципалітету розташовані такі населені пункти: Бароха, Сументо, Файдо, Лоса, Монторія, Паюета/Пагоета, Пеньясеррада/Урісаарра (адміністративний центр).

## Демографія
Динаміка населення (INE ):

## Галерея зображень

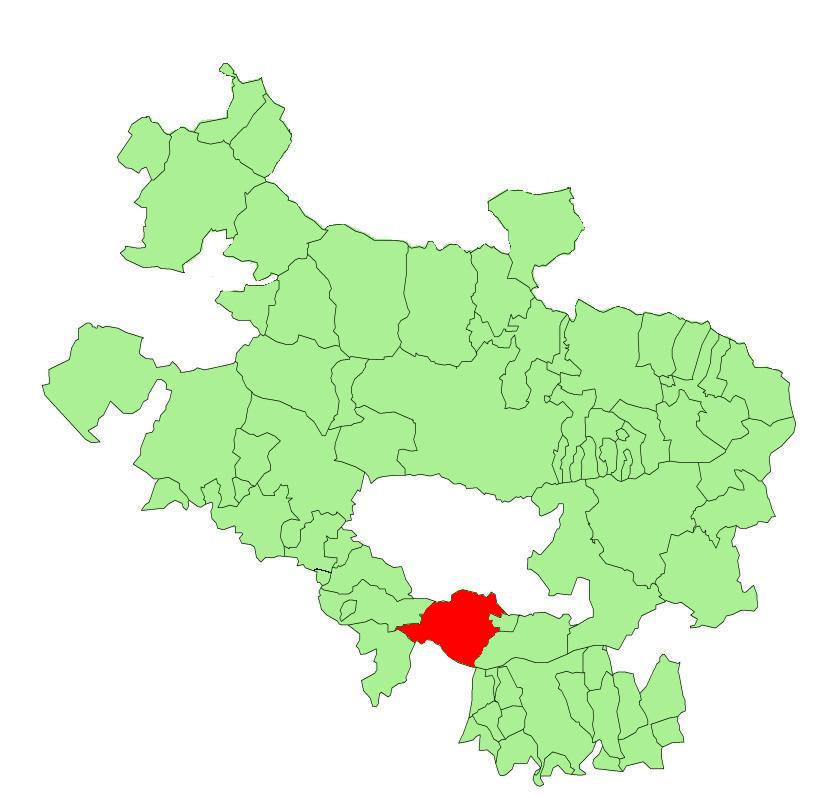
Розташування муніципалітету
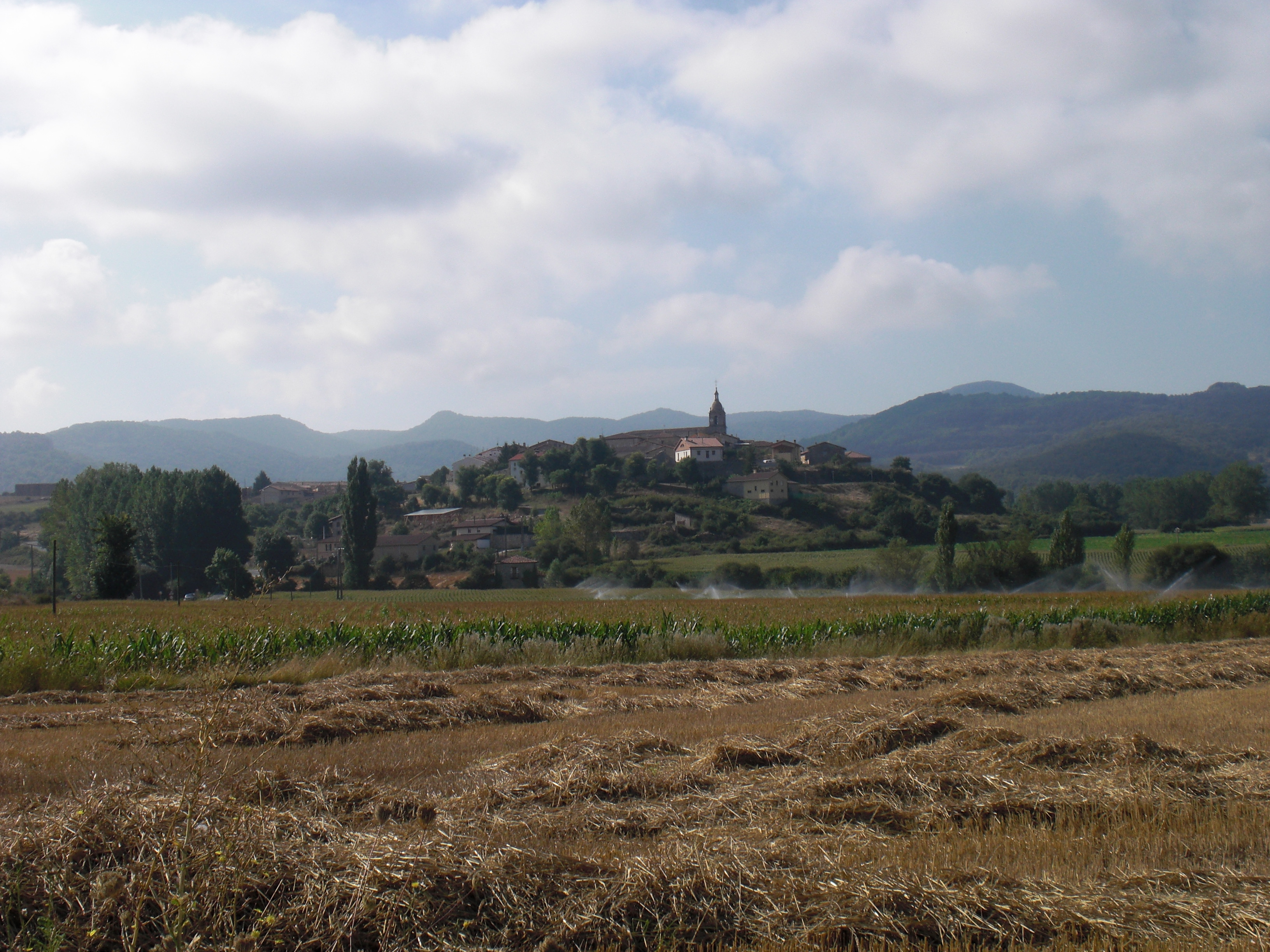
Пеньясеррада
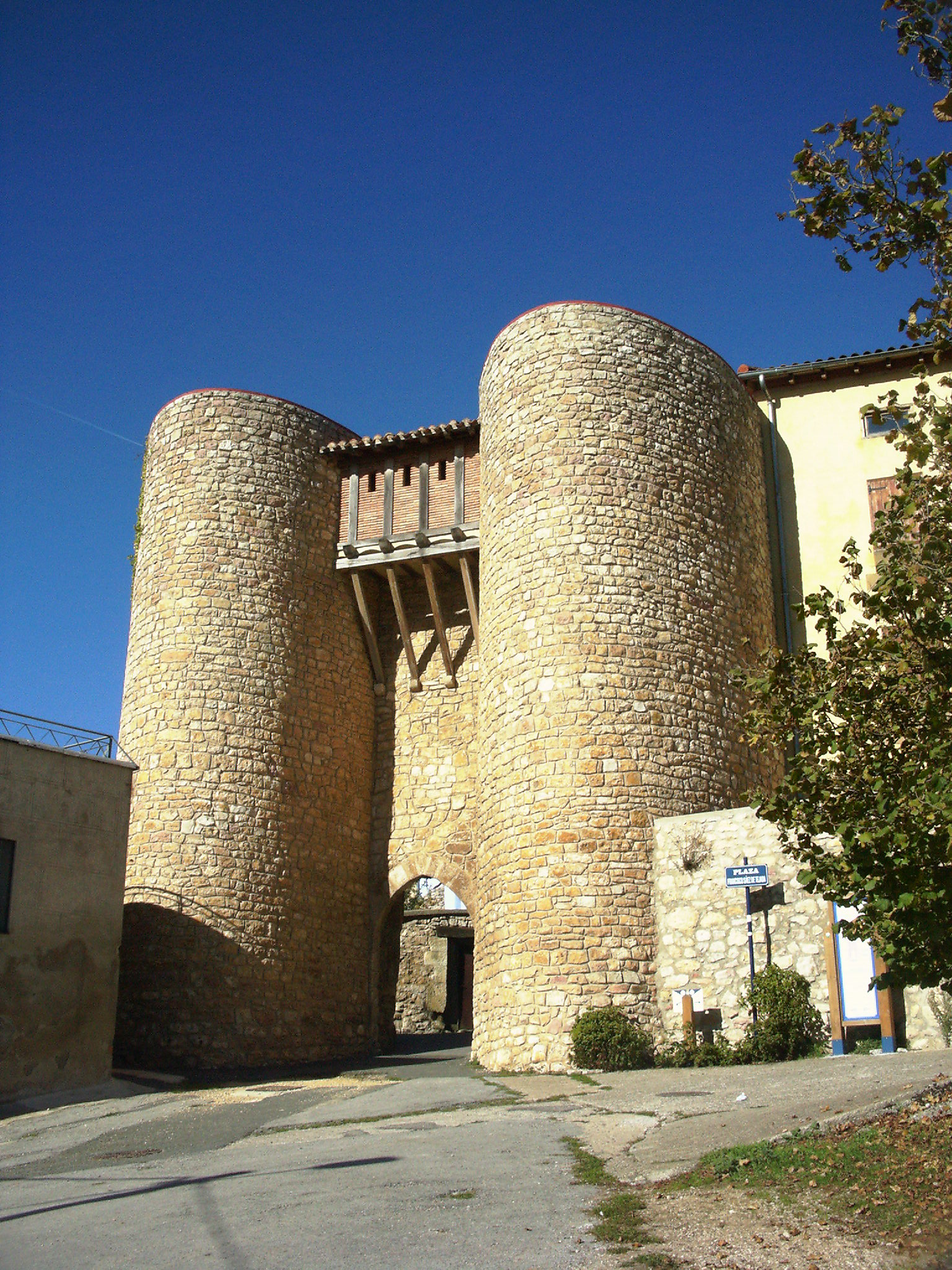
Міська брама, Пеньясеррада